# Paul Hardy (Politiker)
Paul Jude Hardy (* 18. Oktober 1942) ist ein US-amerikanischer Politiker. Zwischen 1988 und 1992 war er Vizegouverneur des Bundesstaates Louisiana.

## Werdegang
Im Jahr 1960 absolvierte Paul Hardy die Cecilia High School im St. Martin Parish in Louisiana. Danach studierte er bis 1965 an der University of Louisiana in Lafayette. Nach einem anschließenden Jurastudium an der Loyola University in New Orleans und seiner Zulassung als Rechtsanwalt begann er in St. Martinville in diesem Beruf zu arbeiten. Gleichzeitig schlug er als Mitglied der Demokratischen Partei eine politische Laufbahn ein. Zwischen 1972 und 1976 gehörte er dem Senat von Louisiana an. Danach bekleidete er zwischen 1976 und 1980 das Amt des Secretary of State seines Staates. Im Jahr 1979 scheiterte er knapp in den Gouverneursvorwahlen seiner Partei. In den 1980er Jahren wechselte er zu den Republikanern.
1987 wurde Hardy an der Seite von Buddy Roemer zum Vizegouverneur von Louisiana gewählt. Dieses Amt bekleidete er zwischen 1988 und 1992. Dabei war er Stellvertreter des Gouverneurs. Im Jahr 1991 wurde er nicht in diesem Amt bestätigt. Er war der erste republikanische Vizegouverneur von Louisiana seit 1877. Nach seiner Zeit als Vizegouverneur ist Paul Hardy politisch nicht mehr in Erscheinung getreten. Er arbeitet als Rechtsanwalt, Bankier und privater Geschäftsmann sowie als politischer Berater. Mit seiner Ehefrau, mit der er zwei erwachsene Kinder hat, lebt er in Baton Rouge.